# Wilhelm Busch – Deutsches Museum für Karikatur und Zeichenkunst

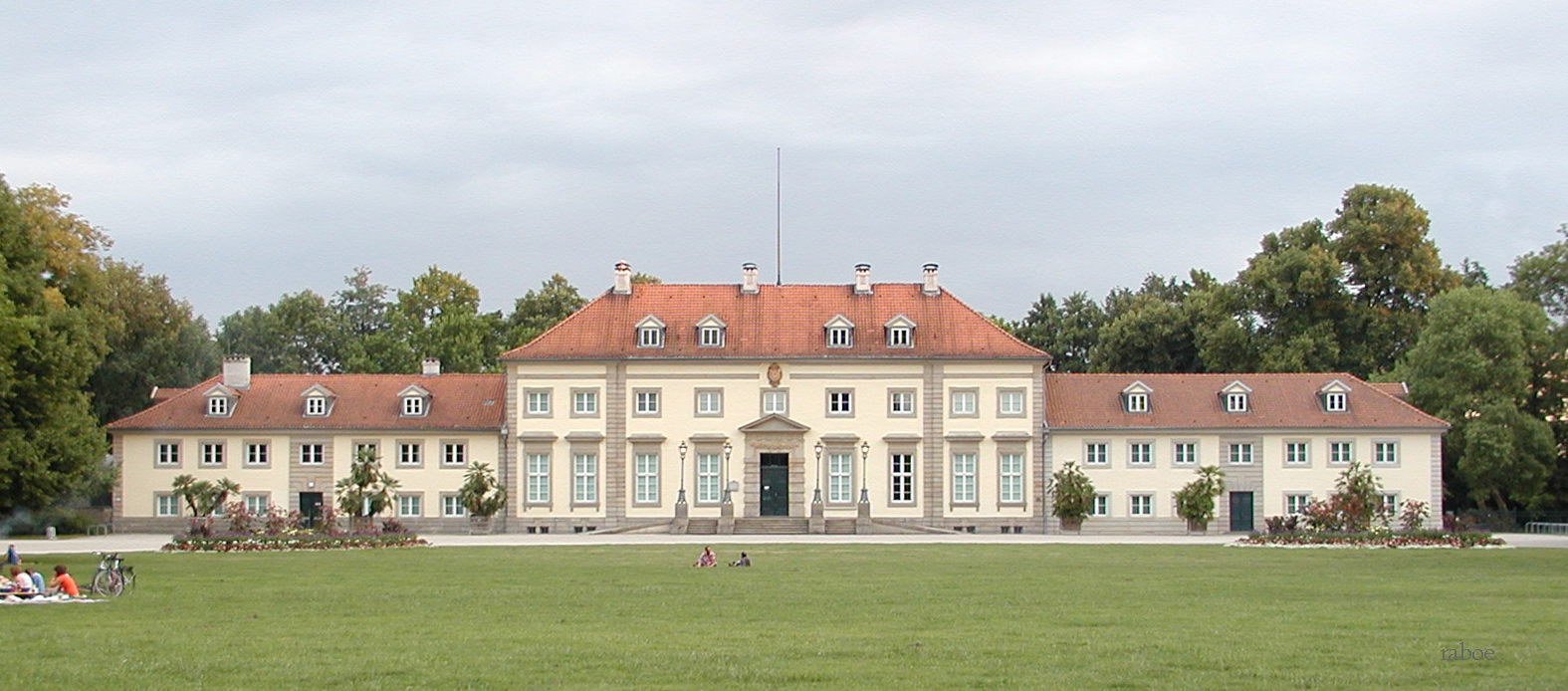
Wilhelm Busch – Deutsches Museum für Karikatur und Zeichenkunst mit Sitz im Georgenpalais (2006)

Das Wilhelm Busch – Deutsches Museum für Karikatur und Zeichenkunst befindet sich in Hannover. Das Museum ist im Georgenpalais untergebracht, einem um 1780 erbauten Palais im Georgengarten. Trägerin des Museums ist die Wilhelm-Busch-Gesellschaft.

## Gründung und Beschreibung
Die Gründung des Museums geht auf das Jahr 1937 zurück, als die 1930 ins Leben gerufene Wilhelm-Busch-Gesellschaft im Stadtzentrum von Hannover das erste Museum für den niedersächsischen Künstler Wilhelm Busch eröffnete.
Mitbegründer der Wilhelm-Busch-Gesellschaft und erster Direktor des Museums wurde 1937 der Sammler Emil Conrad.
Doch in der Zeit des Nationalsozialismus interpretierte man Wilhelm Busch aus der Sichtweise der sogenannten „völkischen Bewegung“: Der zeitweilige Archivar des Wilhelm Busch Museums, Karl Anlauf, publizierte etwa 1939 für die Mitglieder der Büchergilde Gutenberg sein Werk Der Philosoph von Wiedensahl. Der völkische Seher Wilhelm Busch.
Bei den Luftangriffen auf Hannover wurde das Museum 1943 zerstört. Die Kunstbestände waren zuvor ausgelagert worden. 1950 erfolgte der Neubeginn im Georgenpalais mit einer umfangreichen Präsentation der Werke Wilhelm Buschs und der ersten Karikaturenausstellung.
Das Museum wird von der Wilhelm-Busch-Gesellschaft getragen. Ihr gehören rund 2500 Mitglieder im In- und Ausland an. Seit 2002 wird das Museum durch den Verein der Freunde und Förderer unterstützt. Die Stadt Hannover, die das Gebäude mit Ausstellungsräumen in historischer Architektur unentgeltlich zur Verfügung stellt, gewährt dem Museum einen jährlichen Förderungsbetrag. Seit dem Sommer 2000 bietet das Museum nach umfangreicher Renovierung in Verbindung mit dem ebenfalls neu gestalteten Palaisgarten ein Café. In den Sommermonaten führt das Standesamt Hannover regelmäßig Indoor- und Outdoor-Trauungen im Museum bzw. im Palaisgarten durch.
Regelmäßig kooperiert das Haus mit dem in Linden-Nord ansässigen Buchdruck-Museum.

## Bestand
Das Museum besitzt eine einzigartige Wilhelm-Busch-Sammlung und eine international bedeutende Sammlung satirischer Kunst aus vier Jahrhunderten mit Werken von Künstlern wie William Hogarth, James Gillray, Francisco de Goya und Honoré Daumier sowie Thomas Theodor Heine, A. Paul Weber, Tomi Ungerer, Jean-Jacques Sempé und Ronald Searle. Seit etwa dem Jahre 2000 konnte die Sammlung bedeutende und umfangreiche Zuwächse verzeichnen, darunter eine über 700 Blätter zählende Sammlung von Napoleon-Karikaturen, Arbeiten des österreichischen Karikaturisten Erich Sokol, die Nachlässe der Zeichner Volker Kriegel und Friedrich Karl Waechter sowie das bildkünstlerische Werk des Schriftstellers Günter Kunert.

## Ausstellungen
Im Museum gibt es regelmäßig, meist in drei- bis viermonatigem Rhythmus, Ausstellungen mit historischen und zeitgenössischen Karikaturen und kritischer Grafik, Cartoons und Comics. Viele Ausstellungen werden im Anschluss an andere Museen vorwiegend im deutschsprachigen Raum, verschiedentlich aber auch ins europäische Ausland weitergegeben.
Das Museum veranstaltet regelmäßige Wechselausstellungen zum Thema Karikatur und kritische Grafik. Seit 1950 wurden in rund 150 Ausstellungen bedeutende Künstler in umfassenden Werkschauen vorgestellt. Gezeigt wurden unter anderem Werke von William Hogarth, Honoré Daumier, Grandville, Winsor McCay, Carl Barks, Walt Disney, Hergé, Tomi Ungerer, Paul Flora, Horst Janssen, Ronald Searle, Manfred Deix, Gottfried Helnwein, Roland Topor, Wolf-Rüdiger Marunde und Friedrich Karl Waechter.
Ölgemälde und einige Originale von Wilhelm Busch sind in der ständigen Ausstellung zu sehen.

### Auswahl
- 1982: Horst Janssen – Wiedensahler Totentänzchen u. a.
- 2005/2006: Volker Kriegel. Olaf, Erwin und Freunde
- 2011: Heinrich Kley – Meister der Zeichenfeder im Kontext seiner Zeit
- 2012/2014: Karikatur & Zeichenkunst – Sammlungsausstellung zum 75-jährigen Museumsjubiläum
- 2013: „Die holländischen Bilder hab ich freilich gern“ – Wilhelm Busch und die Alten Meister
- 2013: Mit Karl May um die Welt – Geschichte eines Mythos in Bild und Film
- 2014: Loriot. Spätlese
- 2014: Königliches Theater! – Britische Karikaturen aus der Zeit der Personalunion und der Gegenwart. Im Rahmen der Niedersächsischen Landesausstellung 2014 Als die Royals aus Hannover kamen
- 2014/2015: Ralf König: Echte Kerle!
- 2015: Nichts gegen Männer … Karikaturen und Zeichnungen von Marie Marcks[5]
- 2016: Lachen auf Französisch. Karikaturen von Jacques Callot bis Charlie Hebdo
- 2019: Eric Carles Bilderbücher: 50 Jahre. Die kleine Raupe Nimmersatt
- 2019: Zum Genießen! Kulinarisches aus den Sammlungen des Museums
- 2019: im Kinderkabinett: Lesen, Stöbern, Staunen
- 2019: Brynolf Wennerberg. Facetten eines Künstlerlebens
- 2019: Kabinettausstellung: Art Déco. Grafikdesign aus Paris
- 2019: DEIX. Zum 70. Geburtstag des Künstlers.[6]
- 2021: Aiga Rasch: Die drei ???
- 2023: JA; WAS DENN? Volker Kriegel. Musiker, Zeichner, Autor

## Sammlungen
Im Besitz des Museums finden sich unter anderem Nachlässe und Stiftungen folgender Künstler:
- Wilhelm Busch
- Hanns Erich Köhler, Nachlass, 4383 Werke (1971)
- Paul Flora, Stiftung, 370 Werke (1970–1972)
- Volker Kriegel, Nachlass, über 700 Werke (2005)
- Friedrich Karl Waechter, Nachlass, rund 3.400 Werke (2007)
- Ronald Searle, Nachlass als Dauerleihgabe, rund 2.200 Werke (2010)[7]
- Günter Kunert, Vorlass des bildkünstlerischen Werks, rund 700 Arbeiten (2013)
- Marie Marcks (2014)[5]